# Pokak, Indonesien
Pokak är en ort och en administrativ by i Indonesien.   Den ligger i provinsen Jawa Tengah, i den västra delen av landet, 500 km öster om huvudstaden Jakarta. Pokak ligger 140 meter över havet och antalet invånare är 3 042.
Terrängen runt Pokak är platt. Runt Pokak är det mycket tätbefolkat, med 1 095 invånare per kvadratkilometer. Närmaste större samhälle är Klaten, 6,5 km väster om Pokak. Trakten runt Pokak består till största delen av jordbruksmark.